# 161 Brygada Okrętów Podwodnych

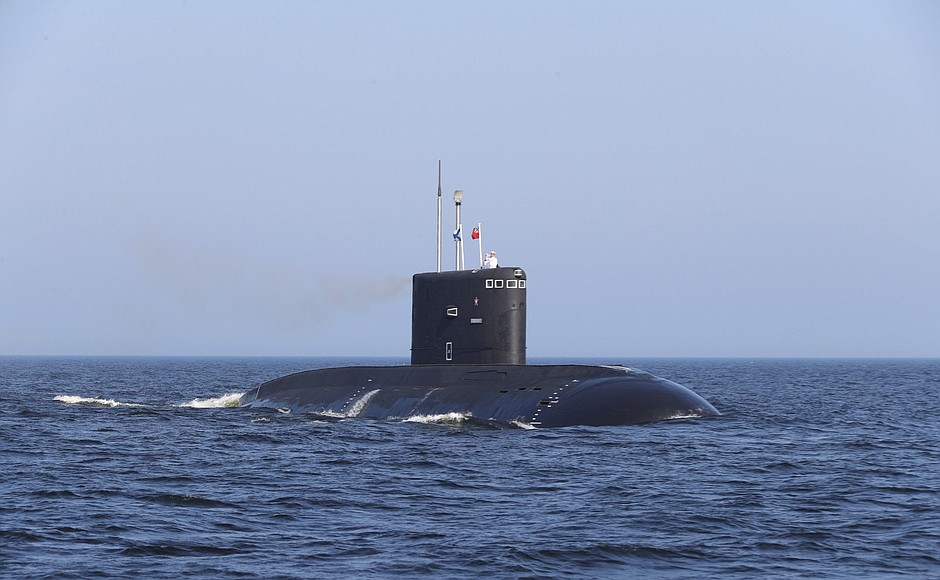
B-459 Władykawkaz

161 Brygada Okrętów Podwodnych (161 BOP, 161-я Краснознамённая, ордена Ушакова 1-й степени бригада подводных лодок, 161-я БрПЛ) – związek taktyczny Sił Zbrojnych Federacji Rosyjskiej w strukturach Floty Północnej.

## Okręty
| Okręty brygady w linii w 2008 |             |                 |
| Nazwa                         | Typ         | Uwagi           |
| B-177 Lipeck                  | projekt 877 | w linii od 1991 |
| B-401 Nowosybirsk             | projekt 877 | w linii od 1984 |
| B-402 Wołogda                 | projekt 877 | w linii od 1984 |
| B-459 Władykawkaz             | projekt 877 | w linii od 1990 |
| B-471 Magnitogorsk            | projekt 877 | w linii od 1990 |
| B-800 Kaługa                  | projekt 877 | w linii od 1989 |
| B-808 Jarosław                | projekt 877 | w linii od 1988 |